# Pazifische Hurrikansaison 2014
Die Pazifische Hurrikansaison 2014 begann im östlichen Pazifik offiziell am 15. Mai und im Zentralpazifik am 1. Juni. Sie endete am 30. November. In diesem Zeitraum bilden sich üblicherweise die meisten tropischen Stürme, da in diesem Zeitraum gute Bedingungen für die Bildung von Hurrikans vorliegen, so ist der Ozean warm genug, die Luftfeuchtigkeit ist hoch und kaum Windscherung, allerdings könnte sich ein tropischer Sturm zu jeder Zeit bilden. Alle Stürme nördlich des Äquators und östlich von 180° W gehören dazu. Die Stürme, die sich westlich von 180° W bilden, nennt man Taifune und sind Bestandteil der Pazifischen Taifunsaison 2014.
Die Saison startete rasch mit der Bildung des Tropensturms Amanda am 22. Mai, eine Woche nach dem offiziellen Beginn der Hurrikansaison im östlichen Pazifik. Der Sturm erreichte drei Tage später Windgeschwindigkeiten von rund 250 km/h und ist somit der stärkste Hurrikan, der je im Monat Mai im Ostpazifik beobachtet wurde. Vier Tage nach der Auflösung Amandas bildete sich unmittelbar vor den Küsten von Chiapas und Guatemala das nächste tropische Tiefdruckgebiet, welches wenig später zum Tropensturm Boris aktualisiert wurde. Der Sturm ging am 4. Juni in der Nähe von Tonalá, Chiapas an Land und sorgte im Süden Mexikos und in Guatemala für Überflutungen, bei denen mindestens sechs Menschen ums Leben kamen. Der darauffolgende Hurrikan Cristina bildete sich am 9. Juni und wurde drei Tage später zum frühesten zweiten Major-Hurrikan in einer Saison im Ostpazifik. Nachdem es nach der Auflösung Cristinas zwei Wochen lang ruhig blieb, entstanden Ende Juni die beiden schwachen tropischen Stürme Douglas und Elida. Ein weiteres schwaches System bildete sich mit dem Tropensturm Fausto am 7. Juli.

## Stürme

### Hurrikan Amanda

#### Sturmverlauf
Am 19. Mai bildete sich mehrere hundert Meilen süd-südwestlich des Isthmus von Tehuantepec ein Gebiet gestörten Wetters. Im Verlauf des folgenden Tages konnte sich das System nicht signifikant intensivieren und blieb relativ unorganisiert. Am Morgen des 22. Mai erhielt die Störung zunächst eine mittlere Wahrscheinlichkeit, wenige Stunden später eine hohe Wahrscheinlichkeit, sich in ein tropisches Tiefdruckgebiet zu entwickeln. Am Abend desselben Tages meldete dann das National Hurricane Center, dass sich das erste tropische Tiefdruckgebiet der Saison etwa 1020 km süd-südwestlich von Manzanillo, Colima gebildet hat und die Bezeichnung Eins-E bekam. Im Laufe des nächsten Tages begann das Tiefdruckgebiet eine Zirkulation aufzubauen und erreichte den Status eines tropischen Sturms, der den Namen Amanda erhielt. Der Sturm verstärkte sich rapide weiter und wurde am Mittag des 24. Mai zu einem Hurrikan heraufgestuft. 12 Stunden später aktualisierte das National Hurricane Center Amanda zu einem Major-Hurrikan der Kategorie 3. Am Vormittag des 25. Mai erreichte der Hurrikan die zweithöchste Kategorie 4. Sechs Stunden später hatte Amanda mit andauernden Windgeschwindigkeiten von 250 km/h, einzelnen Spitzenböen von 305 km/h und einem minimalen Luftdruck von 932 hPa ihren Höhepunkt erreicht. Danach begann der Hurrikan sich langsam abzuschwächen, sodass er im Verlauf des 26. Mai nur noch ein schwacher Kategorie-4-Hurrikan war. Am Abend desselben Tages setzte Amanda ihre Abschwächung fort und wurde vom National Hurricane Center zu einem Hurrikan der Kategorie 3 herabgestuft. Am frühen Morgen des 27. Mai war Amanda nur noch ein Kategorie-2-Hurrikan, konnte sich aber wenige Stunden später wieder in einen Major-Hurrikan verstärken. Allerdings schwächte sich der Sturm am Abend desselben Tages wieder in einen Hurrikan der Kategorie 2 ab. In der Nacht zum 28. Mai stufte das National Hurricane Center Amanda zu einem starken tropischen Sturm herab, als dieser sich rapide abschwächte. Nach Nordosten ziehend, setzte Amanda ihre Abschwächung fort und war am späten Nachmittag desselben Tages nur noch ein moderater tropischer Sturm, welcher am 29. Mai zu einem tropischen Tiefdruckgebiet herabgestuft wurde. Wenig später degenerierte das System zu einem außertropischen Resttief, als es sich etwa 750 km südlich von Cabo San Lucas, Baja California Sur befand.
Als Amanda am Nachmittag des 25. Mai andauernde Windgeschwindigkeiten von 250 km/h und einen Luftdruck von 932 hPa vorwies, brach der Hurrikan den Rekord für den stärksten Maisturm, der jemals im Ostpazifik aufgezeichnet wurde. Zuvor erreichte nur Hurrikan Adolph, der seinen Höhepunkt mit Windgeschwindigkeiten von 230 km/h und einem Luftdruck von 940 hPa am 29. Mai 2001 hatte, die Kategorie 4 in diesem Monat.
- NHC's Sturmarchiv zu Hurrikan Amanda (Englisch)
- NHC's Grafikenarchiv zu Hurrikan Amanda (Englisch)
- NHC's Tropical Cyclone Report on Hurricane Amanda (Englisch; PDF)

#### Auswirkungen
Durch die Auswirkungen des Sturmes starben in Mexiko mindestens drei Menschen. Im Bundesstaat Michoacán kam es zu starken Regenfällen, die Überschwemmungen verursachten. Straßen und Autos wurden stark beschädigt.

### Tropischer Sturm Boris

#### Sturmverlauf
Am 30. Mai begann das National Hurricane Center (NHC) ein Gebiet gestörten Wetters zu beobachten, welches sich mehrere hundert Meilen südlich von Südostmexiko gebildet hat. Im Laufe des Tages blieb das System stationär und organisierte sich, sodass es eine mittlere Wahrscheinlichkeit erhielt, sich in ein tropisches Tiefdruckgebiet zu entwickeln. Die Störung bewegte sich am nächsten Tag nur sehr langsam, konnte sich aber weiterhin verstärken, sodass sie eine hohe Wahrscheinlichkeit bekam. Zwei Tage später, am 2. Juni, erkannte das National Hurricane Center, dass das System die Stärke eines tropischen Tiefdruckgebiets erreicht hat, weshalb es die Bezeichnung Zwei-E erhielt. Zu diesem Zeitpunkt befand es sich etwa 365 km süd-südöstlich von Salina Cruz, Oaxaca. Sechs Stunden später wurde eine Sturmwarnung herausgegeben, die von Salina Cruz bis zur mexikanisch-guatemaltekischen Grenze galt. Am Morgen des 3. Juni begann das System einen Nordkurs einzuschlagen und verstärkte sich am selben Tag in den zweiten tropischen Sturm der Saison, der den Namen Boris bekam. In der Nacht zum 4. Juni näherte sich der Sturm der Küste und ging am frühen Morgen in der Nähe von Tonalá, Chiapas an Land. Wenige Stunden nach dem Landgang schwächte sich Boris in ein tropisches Tiefdruckgebiet ab. In den Abendstunden desselben Tages löste sich das System etwa 130 km ost-nordöstlich von Salina Cruz, Oaxaca auf.
- NHC's Sturmarchiv zu Tropensturm Boris (Englisch)
- NHC's Grafikenarchiv zu Tropensturm Boris (Englisch)
- NHC's Tropical Cyclone Report on Tropical Storm Boris (Englisch; PDF)

#### Auswirkungen
In Guatemala lösten heftige Regenfälle einen Erdrutsch aus, bei dem mindestens fünf Menschen ums Leben kamen. Außerdem wurden drei weitere Menschen verletzt. Mehrere Häuser wurden beschädigt oder zerstört.

### Hurrikan Cristina

#### Sturmverlauf
Am Morgen des 7. Juni bildete sich mehrere hundert Meilen südlich von Acapulco, Guerrero ein breiter Bereich niedrigen Luftdrucks. Im Verlauf des Tages bewegte sich das System langsam Richtung Westen und konnte sich dabei etwas organisieren, sodass es eine mittlere Wahrscheinlichkeit erhielt, sich in ein tropisches Tiefdruckgebiet zu entwickeln. Es schlug im Laufe des folgenden Tages einen Kurs nach Nordwesten ein und näherte sich am 9. Juni der Küste. Am Abend desselben Tages klassifizierte das National Hurricane Center die Störung zum tropischen Tiefdruckgebiet Drei-E, welches sich zu diesem Zeitpunkt etwa 260 km südlich von Zihuatanejo, Guerrero befand. Bereits sechs Stunden später verstärkte sich das System in einen tropischen Sturm, der den Namen Cristina erhielt. Am Abend des 10. Juni erreichte das System die Stärke eines moderaten tropischen Sturmes und intensivierte sich am 11. Juni in einen Hurrikan der Kategorie 1, gleichzeitig bewegte er sich nach Westen. In der Nacht zum nächsten Tag schlug Cristina einen Kurs Richtung Westen-Nordwesten ein und verstärkte sich in einen Kategorie-2-Hurrikan. Wenige Stunden später, am Morgen des 12. Juni, stufte das National Hurricane Center den Sturm zu einem Major-Hurrikan der Kategorie 3 herauf, als er begann sich rapide zu intensivieren. Cristina erreichte im Verlauf des Tages die zweithöchste Kategorie 4 und ist somit bereits der zweite Hurrikan dieser Kategorie in dieser Saison im Ostpazifik. Drei Stunden später erreichte das System mit andauernden Windgeschwindigkeiten von 240 km/h und einem Luftdruck von 935 hPa seinen Höhepunkt. Danach schwächte sich Cristina jedoch ab und wurde in der Nacht zum 13. Juni zu einem Kategorie-3-Hurrikan herabgestuft. Im Laufe des Tages setzte der Sturm seine Abschwächung fort und wurde zur Kategorie 2 abgestuft. Einem Nordwestkurs folgend, näherte sich Cristina Socorro und wurde am Abend des 13. Juni zu einem Kategorie-1-Hurrikan herabgestuft. Nachdem der Hurrikan über die Insel hinweggezogen war, schwächte er sich am 14. Juni in einen starken tropischen Sturm ab. Cristina setzte ihre rapide Abschwächung fort und wurde am frühen Morgen des 15. Juni zu einem schwachen tropischen Sturm herabgestuft. Im Verlauf des Tages war das System nur noch ein tropisches Tiefdruckgebiet, welches am Abend etwa 490 km west-südwestlich von Cabo San Lucas, Baja California Sur zu einem außertropischen Resttief degenerierte und das National Hurricane Center somit die letzte Warnung herausgab.
- NHC's Sturmarchiv zu Hurrikan Cristina (Englisch)
- NHC's Grafikenarchiv zu Hurrikan Cristina (Englisch)
- NHC's Tropical Cyclone Report on Hurricane Cristina (Englisch; PDF)

### Tropischer Sturm Douglas

#### Sturmverlauf
Am 25. Juni begann das National Hurricane Center (NHC) mit der Beobachtung eines Gebietes von Schauern und Gewittern, welches sich vor der Küste Südmexikos und Zentralamerikas befand. Es zog im Laufe des Tages in eine nordwestliche Richtung, intensivierte sich und befand sich am 27. Juni mehrere hundert Meilen süd-südwestlich von Acapulco, Guerrero. Früh am nächsten Tag erhielt es eine hohe Wahrscheinlichkeit, sich in ein tropisches System zu entwickeln. Am Abend des 28. Juni klassifizierte das National Hurricane Center die Störung zum tropischen Tiefdruckgebiet Vier-E, als dieses etwa 525 km süd-südwestlich von Manzanillo, Colima analysiert wurde. Im Verlauf des folgenden Tages bewegte sich das System in eine west-nordwestliche Richtung, konnte sich dabei allerdings nicht signifikant organisieren. In der Nacht zum 30. Juni erreichte das Tiefdruckgebiet die Stärke eines schwachen tropischen Sturmes, weshalb das National Hurricane Center diesem den Namen Douglas gab. Der Sturm intensivierte sich im Laufe des Tages ein wenig und zog in eine nordwestliche Richtung. Douglas behielt am 1. Juli seine Intensität und zog in etwas kühlere Gewässer. Am nächsten Tag begann der Sturm sich langsamer fortzubewegen und schwächte sich am Abend des desselben Tages nur wenig ab. Das National Hurricane Center stufte Douglas am 3. Juli zu einem tropischen Tiefdruckgebiet herab. Zwölf Stunden später konnte sich das System allerdings in einen tropischen Sturm reintensivieren. Am 5. Juli schwächte sich Douglas erneut in ein tropisches Tiefdruckgebiet ab und degenerierte am selben Tag etwa 1045 km westlich von Cabo San Lucas, Baja California Sur zu einem außertropischen Resttief.
- NHC's Sturmarchiv zu Tropensturm Douglas (Englisch)
- NHC's Grafikenarchiv zu Tropensturm Douglas (Englisch)
- NHC's Tropical Cyclone Report on Tropical Storm Douglas (Englisch; PDF)

### Tropischer Sturm Elida

#### Sturmverlauf
Am 27. Juni bildete sich mehrere hundert Meilen südlich von Zentralamerika ein großer Bereich von unorganisierten Schauern und Gewittern. Im Laufe des Tages konnte sich die Störung intensivieren, sodass sie einen Tag später eine mittlere Wahrscheinlichkeit erhielt, sich in ein tropisches Tiefdruckgebiet zu entwickeln. Durch die Nähe zum entstehenden Tropensturm Douglas westlich des Systems schwächte sich es jedoch ein wenig ab. In der Nacht zum 30. Juni begann das System allerdings sich erneut zu verstärken, weshalb es eine hohe Wahrscheinlichkeit bekam. Das National Hurricane Center (NHC) stellte am Nachmittag desselben Tages fest, dass sich die Störung etwa 195 km west-südwestlich von Lázaro Cárdenas, Michoacán in einen tropischen Sturm verstärkt hat und gab diesem deshalb den Namen Elida. Zunächst bewegte sich das System in eine west-nordwestliche Richtung und behielt seine Intensität. Im Verlauf des 1. Juli begann Elida langsam nach Süden zu ziehen und schwächte sich dabei ein wenig ab. In der Nacht zum folgenden Tag stufte das National Hurricane Center den Sturm zu einem tropischen Tiefdruckgebiet herab. Am Vormittag des 2. Juli degenerierte dieses zu einem außertropischen Resttief, als es sich etwa 270 km süd-südöstlich von Manzanillo, Colima befand.
- NHC's Sturmarchiv zu Tropensturm Elida (Englisch)
- NHC's Grafikenarchiv zu Tropensturm Elida (Englisch)
- NHC's Tropical Cyclone Report on Tropical Storm Elida (Englisch; PDF)

### Tropischer Sturm Fausto

#### Sturmverlauf
Am Abend des 7. Juli meldete das National Hurricane Center (NHC), dass sich etwa 1840 km südwestlich von Cabo San Lucas, Baja California Sur der tropische Sturm Fausto gebildet hat. Sechs Stunden später erreichte das System mit andauernden Windgeschwindigkeiten von 75 km/h und einem Luftdruck von 1004 hPa seinen Höhepunkt. Im Verlauf des 8. Juli konnte sich Fausto nicht weiter verstärken und hielt seine Intensität, als er in eine westliche Richtung zog. Der Sturm begann sich in der Nacht zum 9. Juli abzuschwächen und drehte auf einen Kurs Richtung Westen-Nordwesten. Am Vormittag desselben Tages stufte das National Hurricane Center Fausto zu einem tropischen Tiefdruckgebiet ab, welches sich wenige Stunden später etwa 2420 km west-südwestlich von Cabo San Lucas, Baja California Sur auflöste.
- NHC's Sturmarchiv zu Tropensturm Fausto (Englisch)
- NHC's Grafikenarchiv zu Tropensturm Fausto (Englisch)
- NHC's Tropical Cyclone Report on Tropical Storm Fausto (Englisch; PDF)

### Tropischer Sturm Wali

#### Sturmverlauf
Am Abend des 17. Juli meldete das Central Pacific Hurricane Center (CPHC) die Bildung des tropischen Tiefdruckgebiets Eins-C, welches etwa 1720 km ost-südöstlich von Hilo, Hawaii entstanden ist. Eine Stunde später verstärkte sich das System in einen tropischen Sturm, der den Namen Wali erhielt. Im Laufe des nächsten Tages zog der Tropensturm in eine nordwestliche Richtung und begann sich am Nachmittag abzuschwächen. Wali setzte seine rasche Abschwächung fort, sodass das Central Pacific Hurricane Center den Sturm spät am 18. Juli zu einem tropischen Tiefdruckgebiet herabstufte. Am Morgen des folgenden Tages degenerierte dieses etwa 1150 km ost-südöstlich von Hilo, Hawaii zu einem außertropischen Resttief.
- CPHC's Sturmarchiv zu Tropensturm Wali (Englisch)

### Hurrikan Genevieve

#### Sturmverlauf
Am Vormittag des 25. Juli begann das National Hurricane Center (NHC) mit der Beobachtung des tropischen Sturms Genevieve, der sich etwa 2400 km ost-südöstlich von South Point, Hawaii über dem offenen Pazifik gebildet hat. Im Verlauf des Tages bewegte sich das System in eine westliche Richtung und erreichte am Abend seinen vorläufigen Höhepunkt mit Windgeschwindigkeiten von rund 75 km/h und einem minimalen Luftdruck von 1004 hPa als ein schwacher tropischer Sturm. Genevieve begann sich am Morgen des folgenden Tages langsam abzuschwächen. Am Nachmittag des 26. Juli stufte das National Hurricane Center den Tropensturm zu einem tropischen Tiefdruckgebiet herab, als er seine Abschwächung fortsetzte. Das System überquerte am Mittag des nächsten Tages den 140. Grad westlicher Länge, sodass nun das Central Pacific Hurricane Center (CPHC) die Verantwortung für Genevieve hatte. In der Nacht zum 28. Juli degenerierte das Tiefdruckgebiet zu einem außertropischen Resttief, als es sich etwa 1430 km ost-südöstlich von South Point, Hawaii befand. Es zog weiter Richtung Westen und regenerierte sich laut dem Central Pacific Hurricane Center am Abend des 29. Juli etwa 1390 km südöstlich von Honolulu, Hawaii in ein tropisches Tiefdruckgebiet zurück. Im Laufe des folgenden Tages setzte Genevieve ihre westliche Zugrichtung fort und verstärkte sich nicht. 24 Stunden später, am Abend des 31. Juli, schwächte sich der Sturm etwa 860 km süd-südöstlich von Hilo, Hawaii erneut in ein außertropisches Resttief ab. Weiter in Richtung Westen ziehend, konnte sich das System am 2. August allerdings erneut in ein tropisches Tiefdruckgebiet zurückentwickeln, als es sich etwa 1580 km ost-südöstlich von Johnston Island befand. Sechs Stunden später, am Abend desselben Tages, intensivierte sich Genevieve in einen tropischen Sturm, als sie sich Richtung Westen-Südwesten bewegte. Allerdings schwächte sich der Sturm bereits in der Nacht zum 3. August wieder in ein tropisches Tiefdruckgebiet ab. Im Verlauf dieses Tages änderte Genevieve ihre westliche Zugrichtung und ihre Intensität kaum. Erst am Nachmittag des 4. August begann das Tiefdruckgebiet sich in Richtung Westen-Nordwesten zu bewegen und sich sehr langsam zu verstärken. Am Abend des nächsten Tages aktualisierte das Central Pacific Hurricane Center das System erneut zu einem tropischen Sturm. 18 Stunden später intensivierte sich Genevieve in einen Kategorie-1-Hurrikan, als der Sturm begann ein sichtbares Auge zu bilden. Am frühen Morgen des 7. August hatte sich das System rapide in einen Hurrikan der Kategorie 4 verstärkt und überquerte gleichzeitig die Internationale Datumsgrenze, sodass es sich nun im westlichen Pazifik befand.
- NHC's Sturmarchiv zu Tropensturm Genevieve (Englisch)
- NHC's Grafikenarchiv zu Tropensturm Genevieve (Englisch)
- CPHC's Sturmarchiv zu Hurrikan Genevieve (Englisch)
- NHC's Tropical Cyclone Report on Hurricane Genevieve (Englisch; PDF)

### Hurrikan Hernan

#### Sturmverlauf
Früh am 26. Juli meldete das National Hurricane Center (NHC), dass sich etwa 660 km süd-südwestlich von Manzanillo, Colima ein tropisches Tiefdruckgebiet gebildet hat, welches als Acht-E bezeichnet wurde. 12 Stunden später, am Abend desselben Tages, verstärkte sich das System in einen tropischen Sturm, der den Namen Hernan erhielt und Richtung Nordwesten zog. Daraufhin begann die Zyklone sich rasch zu intensivieren und war am Morgen des 27. Juli bereits ein starker tropischer Sturm. Als Hernan später am selben Tag westlich an Socorro vorbeizog, stufte das National Hurricane Center das System zu einem Hurrikan herauf. Der Sturm erreichte am frühen Morgen des 28. Juli mit andauernden Windgeschwindigkeiten von rund 120 km/h und einem minimalen Luftdruck von 992 hPa seinen Höhepunkt. Bereits sechs Stunden später schwächte sich Hernan wieder in einen tropischen Sturm ab, als er nach Westen-Nordwesten driftete. Danach setzte das System seine rapide Abschwächung fort und wurde am Abend des 28. Juli zu einem moderaten tropischen Sturm herabgestuft. Am nächsten Tag degenerierte Hernan zu einem außertropischen Resttief, als der Sturm sich etwa 1145 km westlich von Cabo San Lucas, Baja California Sur befand.
- NHC's Sturmarchiv zu Hurrikan Hernan (Englisch)
- NHC's Grafikenarchiv zu Hurrikan Hernan (Englisch)
- NHC's Tropical Cyclone Report on Hurricane Hernan (Englisch; PDF)

### Hurrikan Iselle

#### Sturmverlauf
Am späten Abend des 31. Juli begann das National Hurricane Center (NHC) mit der Beobachtung des tropischen Sturmes Iselle, der sich etwa 1730 km südwestlich von Cabo San Lucas, Baja California Sur weit entfernt von Land gebildet hat. Im Laufe des nächsten Tages bewegte sich das System in eine west-nordwestliche Richtung und war bereits am Nachmittag ein starker tropischer Sturm. Iselle setzte ihre rasche Intensivierung fort und wurde in der Nacht zum 2. August zu einem Hurrikan heraufgestuft. 18 Stunden später erreichte der Sturm laut dem National Hurricane Center die Kategorie 2. Der Sturm, der eine westliche Zugrichtung verfolgte, verstärkte sich am Nachmittag des 3. August in einen Major-Hurrikan der Kategorie 3. Iselle schwächte sich in der Nacht zum folgenden Tag zwar kurzzeitig wieder in einen Kategorie-2-Hurrikan ab, konnte sich allerdings bereits am Morgen wieder in einen Major-Hurrikan zurückentwickeln. Später am selben Tag meldete das National Hurricane Center, dass der Sturm sich unerwartet in einen Hurrikan der zweithöchsten Kategorie 4 intensiviert hat. Sechs Stunden später erreichte Iselle mit andauernden Windgeschwindigkeiten von rund 220 km/h und einem minimalen Luftdruck von 947 hPa ihren Höhepunkt. Am Morgen des 5. August begann das System sich langsam abzuschwächen und wurde vom National Hurricane Center zu einem Kategorie-3-Hurrikan herabgestuft. 12 Stunden später überquerte Iselle den 140. Grad westlicher Länge, befand sich nun im Verantwortungsbereich des Central Pacific Hurricane Centers und schwächte sich gleichzeitig in einen Hurrikan der Kategorie 2 ab. Der Sturm setzte seine west-nordwestliche Zugrichtung im Laufe des 6. August weiter fort und wurde zu einem Kategorie-1-Hurrikan herabgestuft. Iselle hielt am Morgen des folgenden Tages ihre Intensität als ein starker Hurrikan der Kategorie 1, schwächte sich zu diesem Zeitpunkt nicht weiter ab und blieb sehr gefährlich für Hawaii. Erst im Verlauf des Tages, am Abend des 7. August, begann das System sich langsam abzuschwächen und wurde vom Central Pacific Hurricane Center zu einem schwachen Hurrikan herabgestuft. Gleichzeitig näherte sich der Sturm Big Island. Am Morgen des 8. August wurde Iselle zu einem starken tropischen Sturm herabgestuft und ging etwa sechs Stunden später über dem südlichen Teil der Insel an Land. Das System erreichte bereits am Nachmittag desselben Tages südlich von Kailua-Kona wieder das Meer und schwächte sich rapide in einen moderaten tropischen Sturm ab. Um Mitternacht am 9. August stufte das Central Pacific Hurricane Center Iselle zu einem sehr schwachen tropischen Sturm herab, der allerdings immer noch für Sturmböen sorgte. Neun Stunden später löste sich das System etwa 240 km südwestlich von Līhuʻe, Kauaʻi auf.
- NHC's Sturmarchiv zu Hurrikan Iselle (Englisch)
- NHC's Grafikenarchiv zu Hurrikan Iselle (Englisch)
- CPHC's Sturmarchiv zu Hurrikan Iselle (Englisch)
- NHC's Tropical Cyclone Report on Hurricane Iselle (Englisch; PDF)

#### Auswirkungen
Der Sturm forderte mindestens ein Todesopfer: die Leiche einer 19-jährigen Frau wurde an einem Küstenabschnitt der Insel Kauaʻi von einem Rettungsteam gefunden. Es wird vermutet, dass sie zuvor von der starken Strömung mitgerissen wurde.

### Hurrikan Julio

#### Sturmverlauf
Am frühen Morgen des 4. August meldete das National Hurricane Center (NHC), dass sich etwa 1280 km südwestlich von Cabo San Lucas, Baja California Sur das tropische Tiefdruckgebiet Zehn-E gebildet hat. Bereits sechs Stunden später verstärkte sich das System in einen tropischen Sturm, der den Namen Julio bekam. Später am selben Tag stufte das National Hurricane Center Julio zu einem moderaten tropischen Sturm herauf. Zu diesem Zeitpunkt bewegte sich die Zyklone Richtung Westen. 24 Stunden später, am Abend des 5. August, intensivierte sich das System allmählich und war nun ein starker tropischer Sturm. Früh am folgenden Tag aktualisierte das National Hurricane Center Julio zu einem Hurrikan der Kategorie 1, als dieser ein sichtbares Auge bildete und in eine west-nordwestliche Richtung driftete. Der Sturm setzte seine Zugrichtung im Laufe dieses Tages fort und wurde am Vormittag des 7. August zu einem Kategorie-2-Hurrikan heraufgestuft. Rund 18 Stunden später, in der Nacht zum nächsten Tag, verstärkte sich Julio in einen Major-Hurrikan der Kategorie 3. Zum selben Zeitpunkt überquerte das System den 140. Grad westlicher Länge, befand sich nun im Verantwortungsbereich des Central Pacific Hurricane Centers und erreichte mit Windgeschwindigkeiten von rund 195 km/h und einem Luftdruck von 962 hPa seinen Höhepunkt. Allerdings schwächte sich Julio bereits im Verlauf des 8. August wieder in einen Kategorie-2-Hurrikan ab. In der Nacht zum folgenden Tag stufte das Central Pacific Hurricane Center das System zu einem schwachen Hurrikan dieser Kategorie herab. Im Laufe desselben Tages hielt Julio mit andauernden Windgeschwindigkeiten von rund 155 km/h seine Intensität. Am frühen Morgen des 10. August schwächte sich der Sturm weit ost-nordöstlich von Big Island in einen Kategorie-1-Hurrikan ab, als dieser auf einen Nordwestkurs drehte.
- NHC's Sturmarchiv zu Hurrikan Julio (Englisch)
- NHC's Grafikenarchiv zu Hurrikan Julio (Englisch)
- CPHC's Sturmarchiv zu Hurrikan Julio (Englisch)
- NHC's Tropical Cyclone Report on Hurricane Julio (Englisch; PDF)

### Hurrikan Karina

#### Sturmverlauf
Früh am 13. August begann das National Hurricane Center (NHC) ein tropisches Tiefdruckgebiet zu beobachten, welches sich etwa 525 km west-südwestlich von Manzanillo, Colima befand und als Elf-E identifiziert wurde. Im Laufe des Tages bewegte sich das System in eine westliche Richtung und verstärkte sich in den tropischen Sturm Karina. Am Morgen des folgenden Tages aktualisierte das National Hurricane Center es zu einem moderaten tropischen Sturm. Karina intensivierte sich im weiteren Verlauf weiter und war am Abend des 14. August bereits ein Hurrikan der Kategorie 1. Allerdings konnte das System diesen Status nicht lange halten und schwächte sich 12 Stunden später wieder in einen tropischen Sturm ab. Am Abend des 16. August war Karina bereits nur noch ein schwacher tropischer Sturm, der sich sehr unorganisiert Richtung Westen bewegte. Im Laufe des nächsten Tages konnte sich das System nur wenig intensivieren und war immer noch relativ unorganisiert, als es einen West-Südwestkurs einschlug. Erst spät am 18. August begann Karina wieder an Stärke zu gewinnen und wurde vom National Hurricane Center zu einem moderaten tropischen Sturm aktualisiert. Am Mittag des folgenden Tages driftete das System wieder Richtung Westen und blieb ein tropischer Sturm mittlerer Intensität. 24 Stunden später, am Nachmittag des 20. August, begann Karina stationär zu bleiben, jedoch ohne sich zu intensivieren.
- NHC's Sturmarchiv zu Hurrikan Karina (Englisch)
- NHC's Grafikenarchiv zu Hurrikan Karina (Englisch)
- NHC's Tropical Cyclone Report on Hurricane Karina (Englisch; PDF)

### Hurrikan Lowell

#### Sturmverlauf
Am Morgen des 18. August meldete das National Hurricane Center (NHC) die Bildung des tropischen Tiefdruckgebietes Zwölf-E, welches sich etwa 1030 km südwestlich von Cabo San Lucas, Baja California Sur befand. 24 Stunden später intensivierte sich das System in einen tropischen Sturm, der den Namen Lowell erhielt. Die Zyklone driftete im Verlauf des 19. August von einer west-nordwestlichen auf eine nordwestliche Richtung und wurde zu einem Sturm moderater Intensität aktualisiert. Auch am folgenden Tag verstärkte sich Lowell weiter, bildete ein großes, aber schlecht sichtbares Auge und wurde vom National Hurricane Center zu einem starken tropischen Sturm heraufgestuft. Das System organisierte sich am 21. August ein wenig mehr und erreichte am Nachmittag desselben Tages die Stärke eines Hurrikans der Kategorie 1. Sechs Stunden später erreichte Lowell mit andauernden Windgeschwindigkeiten von rund 120 km/h und einem Luftdruck von 982 hPa seinen Höhepunkt. In der Nacht zum 22. August schwächte sich die Zyklone laut dem National Hurricane Center in einen starken tropischen Sturm ab. Lowell setzte seine Abschwächung im Laufe desselben Tages fort und wurde zu einem tropischen Sturm moderater Stärke herabgestuft. Am Vormittag des 23. August war das System nur noch ein schwacher tropischer Sturm, der am frühen Morgen des nächsten Tages etwa 1790 km westlich von Cabo San Lucas, Baja California Sur zu einem außertropischen Resttief degenerierte.
- NHC's Sturmarchiv zu Hurrikan Lowell (Englisch)
- NHC's Grafikenarchiv zu Hurrikan Lowell (Englisch)
- NHC's Tropical Cyclone Report on Hurricane Lowell (Englisch; PDF)

### Hurrikan Marie

#### Sturmverlauf
Am frühen Morgen des 22. August begann das National Hurricane Center (NHC) mit der Beobachtung eines tropischen Tiefdruckgebietes, welches sich etwa 510 km südlich von Acapulco, Guerrero befand und die Bezeichnung Dreizehn-E bekam. Bereits sechs Stunden später verstärkte sich das System in den tropischen Sturm Marie. Am Abend desselben Tages erreichte die Zyklone die Intensität eines moderaten tropischen Sturmes, als er in eine west-nordwestliche Richtung zog. 12 Stunden später, am Vormittag des 23. August, intensivierte sich Marie in einen Kategorie-1-Hurrikan, als der Sturm begann, ein kleines Auge zu bilden. Das System gewann rasch weiter an Stärke und wurde am selben Abend zu einem starken Hurrikan dieser Kategorie aktualisiert. Am frühen Morgen des 24. August begann Marie eine rapide Intensivierung und entwickelte sich zunächst in einen Kategorie-2-Hurrikan und nur sechs Stunden später in einen Sturm der zweithöchsten Kategorie 4. Die Zyklone erreichte am Abend desselben Tages mit andauernden Windgeschwindigkeiten von rund 260 km/h die höchste Kategorie 5 und ist somit der erste Hurrikan dieser Kategorie seit Celia aus dem Jahr 2010. Wenige Stunden später, in der Nacht zum 25. August, schwächte sich Marie wieder in einen Sturm der Kategorie 4 ab, driftete Richtung Nordwesten und zog knapp westlich an Clarión vorbei. Das System begann sich am Morgen des 26. August abzuschwächen und wurde vom National Hurricane Center zunächst zu einem Kategorie-3-Hurrikan herabgestuft. Sechs Stunden später war Marie bereits ein Hurrikan der Kategorie 2, als die Zyklone weiter an Kraft verlor. In eine west-nordwestliche Richtung ziehend, schwächte sich der Sturm in der Nacht zum 27. August in einen Kategorie-1-Hurrikan ab, als er kühlere Gewässer erreichte. Im Verlauf des Tages wurde Marie zu einem starken tropischen Sturm herabgestuft und war am Nachmittag des 28. August bereits nur noch ein tropischer Sturm von schwacher Intensität. Am Morgen des folgenden Tages degenerierte das System etwa 1585 km west-südwestlich von San Diego, Kalifornien zu einer außertropischen Zyklone.
- NHC's Sturmarchiv zu Hurrikan Marie (Englisch)
- NHC's Grafikenarchiv zu Hurrikan Marie (Englisch)
- NHC's Tropical Cyclone Report on Hurricane Marie (Englisch; PDF)

### Hurrikan Norbert

#### Sturmverlauf
Am Nachmittag des 2. September meldete das National Hurricane Center (NHC), dass sich etwa 285 km südwestlich von Manzanillo, Colima der tropische Sturm Norbert gebildet hat. 15 Stunden später, am Morgen des folgenden Tages, drehte das System von einem Kurs nach Norden auf einen Nordwestkurs und verstärkte sich in einen tropischen Sturm moderater Intensität. Im Laufe desselben Tages wurde Norbert zu einem starken tropischen Sturm aktualisiert und begann sich in eine west-nordwestliche Richtung zu bewegen. Um Mitternacht am 4. September erreichte die Zyklone die Stärke eines Kategorie-1-Hurrikans, als er begann ein schlecht sichtbares Auge zu bilden. Norbert intensivierte sich im Verlauf des Tages zu einem starken Sturm dieser Kategorie und bewegte sich dabei Richtung Nordwesten. Am frühen Morgen des 5. September befand sich das Zentrum des Zyklons bereits wenige Kilometer west-südwestlich von Cabo San Lucas und zog parallel an der Westküste von Baja California Sur entlang. In der Nacht zum nächsten Tag stufte das National Hurricane Center Norbert zu einem Hurrikan der Kategorie 2 herauf, als dieser süd-südwestlich von Cabo San Lazaro analysiert wurde. Das System verstärkte sich am Morgen des 6. September in einen Major-Hurrikan, als es begann sich von der Küste wegzubewegen und gleichzeitig mit andauernden Windgeschwindigkeiten von rund 195 km/h und einem Luftdruck von 957 hPa seinen Höhepunkt erreichte. Später am selben Tag schwächte sich Norbert wieder in einen Kategorie-2-Hurrikan ab und bewegte sich in eine nordwestliche Richtung, sodass der Sturm sich weiter von der Küste entfernte. Das National Hurricane Center stufte die Zyklone in der Nacht zum 7. September in einen Hurrikan der Kategorie 1 herab, als er über kühlere Gewässer hinwegzog und auf einen West-Nordwestkurs drehte. 15 Stunden später, am Nachmittag desselben Tages, schwächte sich das System rasch in einen tropischen Sturm ab und degenerierte am Morgen des 8. September etwa 320 km westlich von Punta Eugenia, Baja California Sur zu einem außertropischen Tiefdruckgebiet.
- NHC's Sturmarchiv zu Hurrikan Norbert (Englisch)
- NHC's Grafikenarchiv zu Hurrikan Norbert (Englisch)
- NHC's Tropical Cyclone Report on Hurricane Norbert (Englisch; PDF)

### Hurrikan Odile

#### Sturmverlauf
Am Morgen des 10. September begann das National Hurricane Center (NHC) mit der Beobachtung des tropischen Tiefdruckgebiets Fünfzehn-E, welches sich etwa 395 km südwestlich von Acapulco, Guerrero gebildet hat. Bereits sechs Stunden später verstärkte sich das System in einen tropischen Sturm, der den Namen Odile bekam und sich Richtung Nordwesten bewegte. Der Sturm driftete am Vormittag des 11. September nach Westen und intensivierte sich dabei in einen moderaten tropischen Sturm. Im Verlauf desselben Tages begann Odile sich immer langsamer zu bewegen und gewann nur wenig an Stärke. 18 Stunden später, am Nachmittag des 12. September, aktualisierte das National Hurricane Center das System zu einem starken tropischen Sturm, der relativ stationär blieb und sich kaum weiterbewegte. Odile begann danach Richtung Nordwesten zu ziehen und verstärkte sich am Morgen des 13. September in einen Kategorie-1-Hurrikan, als der Sturm ein Auge bildete. In der Nacht zum nächsten Tag stufte das National Hurricane Center die Zyklone zu einem Hurrikan der Kategorie 2 herauf, der eine rapide Intensivierung startete und sich sechs Stunden später in einen Major-Hurrikan verstärkte. Am Vormittag des 14. September erreichte Odile mit andauernden Windgeschwindigkeiten von rund 215 km/h die zweithöchste Kategorie 4 und bewegte sich gleichzeitig in eine nord-nordwestliche Richtung. Der Hurrikan näherte sich im Laufe desselben Tages der Südspitze Niederkaliforniens, schwächte sich in einen Kategorie-3-Hurrikan ab und besaß am Abend einen minimalen Luftdruck von nur 922 hPa. Am frühen Morgen des 15. September ging der Sturm dann in der Nähe von Cabo San Lucas mit Höchstgeschwindigkeiten von rund 205 km/h an Land und wurde etwa sieben Stunden später vom National Hurricane Center zu einem Hurrikan der Kategorie 2 herabgestuft, als er über das Landesinnere hinwegzog. Odile schwächte sich rasch weiter in einen Kategorie-1-Hurrikan ab und bewegte sich weiterhin in eine nordwestliche Richtung über Niederkalifornien hinweg. In der Nacht zum 16. September verlor das System weiter rapide an Kraft und wurde zu einem tropischen Sturm herabgestuft, der sich zu diesem Zeitpunkt südwestlich von Mulegé befand. Im Laufe desselben Tages erreichte der Zyklon, der mittlerweile einen Nord-Nordwestkurs eingeschlagen hat, die Grenze zum Bundesstaat Baja California. Odile zog am Abend als ein moderater tropischer Sturm über die Isla Ángel de la Guarda hinweg und erreichte um Mitternacht am 17. September den nördlichen Golf von Kalifornien. Das System begann sich 12 Stunden später Richtung Nordosten zu bewegen, ging am Nachmittag desselben Tages wenige Kilometer südlich von Puerto Peñasco an Land und schwächte sich über dem Landesinneren in ein tropisches Tiefdruckgebiet ab. Dieses löste sich schließlich etwa 35 km west-nordwestlich von Caborca, Sonora und 200 km west-südwestlich von Tucson, Arizona auf.
- NHC's Sturmarchiv zu Hurrikan Odile (Englisch)
- NHC's Grafikenarchiv zu Hurrikan Odile (Englisch)
- NHC's Tropical Cyclone Report on Hurricane Odile (Englisch; PDF)

### Tropisches Tiefdruckgebiet Sechzehn-E

#### Sturmverlauf
Am Nachmittag des 11. September begann das National Hurricane Center (NHC) ein tropisches Tiefdruckgebiet zu beobachten, welches sich etwa 1250 km südwestlich von Cabo San Lucas, Baja California Sur befand und die Bezeichnung Sechzehn-E erhielt. In der Nacht zum folgenden Tag begann das System langsam in eine nördliche Richtung zu ziehen, verstärkte sich jedoch nicht. Das relativ unorganisierte Tiefdruckgebiet drehte am Abend des 12. September auf einen Ost-Nordostkurs und änderte kaum etwas an seiner Intensität. 24 Stunden später, am Abend des nächsten Tages, bewegte sich das System mit einer weiterhin geringen Zuggeschwindigkeit Richtung Osten-Südosten und organisierte sich am Nachmittag des 14. September ein wenig. Dennoch löste sich das Tiefdruckgebiet am frühen Morgen des folgenden Tages auf, als es sich etwa 775 km süd-südwestlich von Cabo San Lucas, Baja California Sur befand.
- NHC's Sturmarchiv zu Tiefdruckgebiet Sechzehn-E (Englisch)
- NHC's Grafikenarchiv zu Tiefdruckgebiet Sechzehn-E (Englisch)
- NHC's Tropical Cyclone Report on Tropical Depression Sixteen-E (Englisch; PDF)

### Hurrikan Polo

#### Sturmverlauf
Am Morgen des 16. September meldete das National Hurricane Center (NHC) die Bildung des tropischen Sturms Polo, der sich etwa 580 km süd-südöstlich von Acapulco, Guerrero befand. Innerhalb der nächsten 18 Stunden intensivierte sich das System in einen tropischen Sturm moderater Intensität, der nach Nordwesten zog. Spät am 17. September wurde Polo bereits zu einem starken tropischen Sturm heraufgestuft, welcher zu diesem Zeitpunkt west-südwestlich von Zihuatanejo analysiert wurde. Die Zyklone begann in der Nacht zum folgenden Tag ein schlecht sichtbares Auge zu bilden und wurde deshalb als ein Hurrikan klassifiziert.
- NHC's Sturmarchiv zu Hurrikan Polo (Englisch)
- NHC's Grafikenarchiv zu Hurrikan Polo (Englisch)
- NHC's Tropical Cyclone Report on Hurricane Polo (Englisch; PDF)

### Hurrikan Rachel

#### Sturmverlauf
Am Nachmittag des 24. September meldete das National Hurricane Center (NHC), dass sich etwa 460 km süd-südwestlich von Manzanillo, Colima ein tropisches Tiefdruckgebiet gebildet hat, welches die Bezeichnung Achtzehn-E erhielt. 12 Stunden später, in der Nacht zum nächsten Tag, wurde das System zum tropischen Sturm Rachel heraufgestuft.
- NHC's Sturmarchiv zu Hurrikan Rachel (Englisch)
- NHC's Grafikenarchiv zu Hurrikan Rachel (Englisch)
- NHC's Tropical Cyclone Report on Hurricane Rachel (Englisch; PDF)

### Hurrikan Simon

#### Sturmverlauf
Am Abend des 1. Oktober begann das National Hurricane Center (NHC) mit der Beobachtung des tropischen Tiefdruckgebiets Neunzehn-E, welches etwa 190 km südlich von Manzanillo, Colima analysiert wurde. Innerhalb der nächsten 12 Stunden verstärkte sich das System in den Tropensturm Simon, der sich in eine west-nordwestliche Richtung bewegte. Spät am 2. Oktober wurde die Zyklone zu einem tropischen Sturm mäßiger Intensität heraufgestuft und begann gleichzeitig einen Westkurs einzuschlagen. Simon drehte etwa 18 Stunden später erneut auf eine west-nordwestliche Zugrichtung, zog am Abend des 3. Oktober wenige Kilometer östlich an Socorro vorbei und intensivierte sich in einen starken tropischen Sturm. Am frühen Morgen des 4. Oktober aktualisierte das National Hurricane Center das System zu einem Kategorie-1-Hurrikan. Daraufhin begann Simon rasch an Kraft zu gewinnen und verstärkte sich am Nachmittag desselben Tages in einen Hurrikan der Kategorie 2. Die Zyklone intensivierte sich im Laufe der nächsten drei Stunden rapide weiter, bildete ein gut sichtbares Auge und erreichte am Abend die Stärke eines Major-Hurrikans, der sich weiterhin Richtung Westen-Nordwesten bewegte. In der Nacht zum 5. Oktober fing Simon an einen Nordwestkurs einzuschlagen und wurde zum sechsten Kategorie-4-Hurrikan der Saison heraufgestuft. Allerdings schwächte sich der Sturm bereits sechs Stunden später wieder in einen Hurrikan der Kategorie 3 ab.
- NHC's Sturmarchiv zu Hurrikan Simon (Englisch)
- NHC's Grafikenarchiv zu Hurrikan Simon (Englisch)
- NHC's Tropical Cyclone Report on Hurricane Simon (Englisch; PDF)

### Hurrikan Ana

#### Sturmverlauf
Spät am 13. Oktober meldete das Central Pacific Hurricane Center (CPHC) die Bildung eines tropischen Tiefdruckgebietes, welches sich etwa 1480 km ost-südöstlich von Hilo, Hawaii befand und die Identifikation Zwei-C bekam. Das System zog im Verlauf der folgenden sechs Stunden in eine nordwestliche Richtung, erreichte Sturmstärke und wurde zum tropischen Sturm Ana aktualisiert.
- CPHC's Sturmarchiv zu Hurrikan Ana (Englisch)

### Tropischer Sturm Trudy

#### Sturmverlauf
Am Abend des 17. Oktober begann das National Hurricane Center (NHC) ein tropisches Tiefdruckgebiet zu beobachten, welches sich etwa 190 km süd-südöstlich von Acapulco, Guerrero gebildet hat und die Bezeichnung Zwanzig-E erhielt. Bereits sechs Stunden später intensivierte sich das System in einen tropischen Sturm, der den Namen Trudy bekam und sich langsam Richtung Norden auf die Küste zubewegte. Die Zyklone wurde am Vormittag des 18. Oktober zu einem tropischen Sturm moderater Intensität heraufgestuft und begann gleichzeitig sehr langsam in eine östliche Richtung zu ziehen. Trudy ging wenig später mit andauernden Windgeschwindigkeiten von rund 95 km/h mehrere Kilometer östlich von Acapulco an Land und schlug erneut einen Kurs nach Norden ein. Am Abend desselben Tages schwächte sich der Sturm über dem Landesinneren in ein tropisches Tiefdruckgebiet ab, welches sich in der Nacht zum 19. Oktober etwa 190 km ost-nordöstlich von Acapulco, Guerrero auflöste.
- NHC's Sturmarchiv zu Tropensturm Trudy (Englisch)
- NHC's Grafikenarchiv zu Tropensturm Trudy (Englisch)
- NHC's Tropical Cyclone Report on Tropical Storm Trudy (Englisch; PDF)

#### Auswirkungen
Im Süden Mexikos lösten starke Regenfälle Überflutungen und Erdrutsche aus, bei denen mindestens sechs Menschen ums Leben kamen.

### Hurrikan Vance

#### Sturmverlauf
Am Vormittag des 30. Oktober meldete das National Hurricane Center (NHC), dass sich etwa 655 km südlich von Acapulco, Guerrero das tropische Tiefdruckgebiet Einundzwanzig-E gebildet hat. Innerhalb der folgenden 12 Stunden gewann das System an Kraft, zog Richtung Westen und wurde zu einem tropischen Sturm aktualisiert, der den Namen Vance erhielt.
- NHC's Sturmarchiv zu Hurrikan Vance (Englisch)
- NHC's Grafikenarchiv zu Hurrikan Vance (Englisch)
- NHC's Tropical Cyclone Report on Hurricane Vance (Englisch; PDF)

## Sturmnamen
Die folgenden Namen wurden in dieser Saison vergeben:
Amanda, Boris, Cristina, Douglas, Elida, Fausto, Genevieve, Hernan, Iselle, Julio, Karina, Lowell, Marie, Norbert, Odile, Polo, Rachel, Simon, Trudy und Vance
Nicht zur Anwendung kamen:
Winnie, Xavier, Yolanda und Zeke